# LINE Bank
- ソフトバンクグループ > ソフトバンクグループジャパン > ソフトバンク > Aホールディングス > LINEヤフー > LINE Bank
- みずほフィナンシャルグループ > みずほ銀行 > LINE Bank

LINE Bank（ラインバンク）、もしくはLINE銀行（ラインぎんこう）は、2022年度（令和4年度）以降に設立が予定されていた日本のネット銀行の仮称。また、LINE Financialが台湾やインドネシアで展開している同英名の銀行。
日本法人はLINE傘下の中間持株会社LINE Financialとみずほ銀行の共同出資により、設立される予定であった。当初の予定では2020年度中に設立される予定だったが、コロナ禍による経営への影響に対する懸念やシステム開発計画の遅延により、2022年度以降に延期され、最終的に設立は中止された。当項目では日本法人と日本法人の設立準備会社であるLINE Bank設立準備株式会社やLINE Financialが海外で展開している銀行についても解説する。

## 概要
近年のスマートフォンの普及やそれに後押しされたキャッシュレス決済の普及を受け、LINEの持つ膨大なユーザー数と操作性の高いユーザインタフェース（UI）およびユーザーエクスペリエンス（UX）、みずほ銀行のもつ銀行業務のノウハウを活かした、様々なユーザーに親しみやすい「スマホ銀行」を設立することが目指された。
LINE及びLINE Financialは、以前から「LINE Pay」や「LINE ほけん」「LINE証券」といった金融サービスへの進出を行っており、より利便性の高いサービスを提供するために中核となる銀行業への参入を決めた。一方、みずほ銀行もスマホやLINEを使いこなす若いデジタルネイティブ世代の取り込みによる新規顧客開拓を目指し、2018年11月に新銀行設立について合意し、「LINE Bank設立準備株式会社」を設立した。当初の出資比率はLINE Financialが51％、みずほ銀行が49％で、その後、両社ともに50%、後にみずほ銀行が66.6％、LINE Financialが33.4％に変更した。2023年3月30日、サービスインのためにはさらなる時間と投資が必要であり、先行きが見通せなくなったとして両社は設立を中止することを発表した。LINE銀行の設立中止の判断に至った要因の一つには、LINEとヤフーやグループ内企業でありながら、LINE銀行との競合が予想されていたネット銀行、PayPay銀行（旧: ジャパンネット銀行）を傘下に置くZホールディングスの経営統合の推進による事業再編も影響を与えたとされる。
また、海外では日本国内に先んじてLINE Financial傘下で銀行を設立し、タイでは、2018年9月4日にLINE Financial Asiaと現地のカシコン銀行との合弁企業として「KASIKORN LINE CO., LTD.」を設立、LINE BKの名でサービスを展開、台湾でも、2020年3月9日にLINE Financial Taiwan Limited傘下に「LINE Bank Taiwan Limited」（中国語：連線商業銀行股份有限公司）を設立、2021年6月10日からはインドネシアにおいても韓国の銀行であるハナ銀行の子会社「PT Bank KEB Hana Indonesia」と提携し、台湾と同じくLINE Bankの名でサービスを展開している。

## 特色
LINE株式会社の出澤剛社長(現・LINEヤフー社長)は「例えば本人確認は、書面ではなくデジタル上で完結する」と述べており、従来の銀行でみられた書面での手続きに縛られず、LINEのプラットフォームを活用し、LINE Payなどのサービスと同様にスマートフォンのみでユーザーが本人確認を含む様々な手続きをとれるよう、銀行システムのデジタル化に注力するとみられていた。
同様の構想により、2025年2月26日にはLINEから口座開設を可能とした、PayPay銀行LINE支店のサービスが開始され、同年5月15日には、既存支店の口座があるユーザの紐づけができるようになっており、LINE銀行構想がPayPay銀行によって実現される形となっている。